# Мамаєва Слобода
Мамаєва Слобода (Центр народознавства «Козак Мамай») — просвітницький музей просто неба з відтвореним архітектурним ансамблем Наддніпрянщини XVIII сторіччя.
Розташований у парку Відрадний Солом'янського району столиці (вулиця Михайла Донця, 2) за сім кілометрів від Хрещатика довкруг історичного урочища, в якому бере початок річка Либідь.
Територія комплексу — 9,2 га.

## Історія місцини
Понад триста років тому ці землі належали Михайлівському Золотоверхому монастирю. Серед діброви над витоком Либіді приблизно в тому ж самому місці, де зараз міститься «Мамаєва Слобода», стояла монастирська пасіка з хутором та ставом.

## Складові комплексу

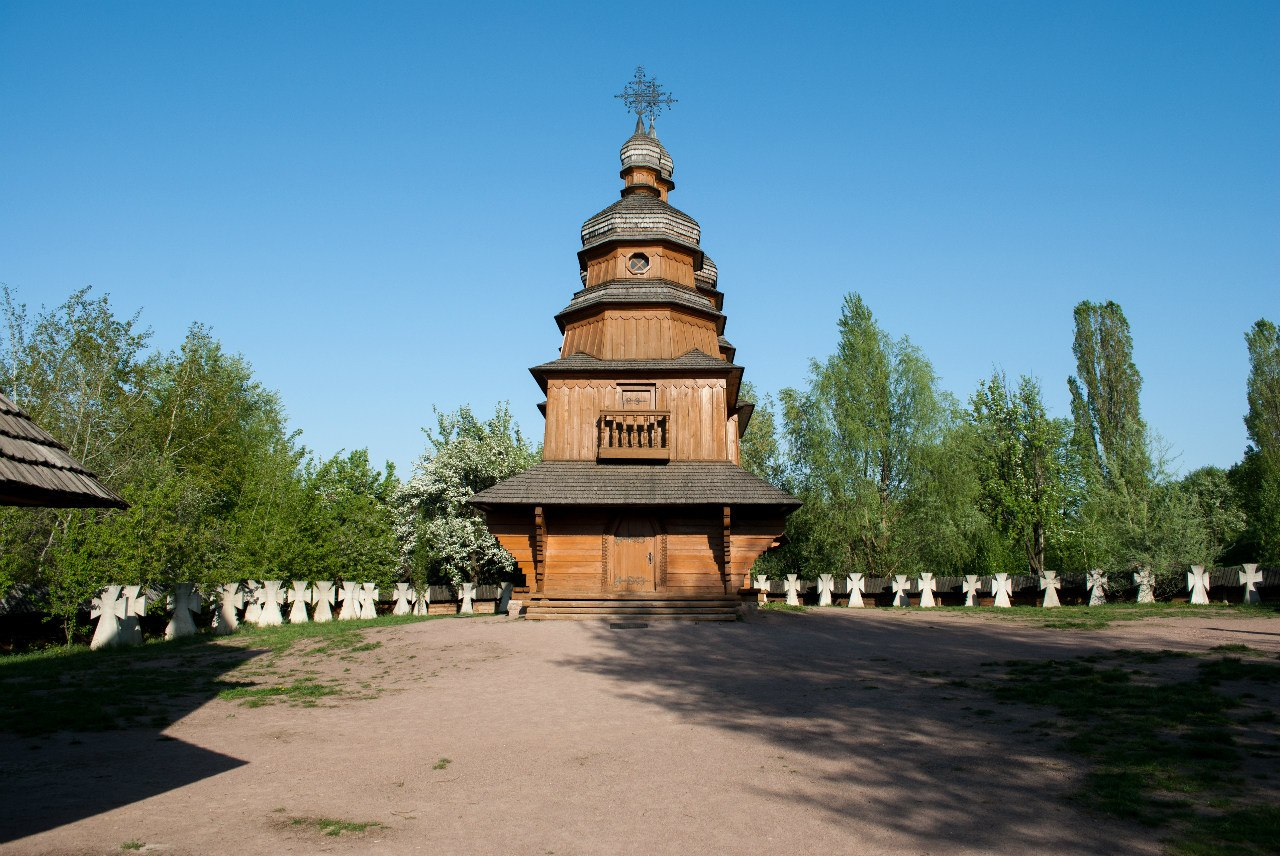

Зараз серед кучерявих вишневих садків, оперезаних плетеними тинами, стоїть козацька «Слобода». У центрі архітектурного ансамблю, що нараховує 98 об'єктів, розташовується козацька триверха дерев'яна церква в ім'я Покрови Пресвятої Богородиці із дзвіницею, подібні до тих, що стояли на Запорозькій Січі в часи Богдана-Зиновія Хмельницького.
Неподалік від церкви на узвишші серед невеликого поля пшениці видно вітряк — символ мирної хліборобської України. Далі над двома покритими очеретом, лілеями та лататтям озерами розташовуються садиби титаря, козаків-джур, козацького старшини, коваля із кузнею, гончаря із гончарною майстернею, ворожки, шинок єврея-крамаря, а також пасіка, два вітряки та водяний млин. Садиби складаються з різних за своїм господарським призначенням споруд: це комори, повітки, стайні, льохи, хліви, клуні, возівні тощо. Цей традиційний український краєвид доповнюється базарним майданом, управою та козацькою залогою.

## Особливості «Слободи»
Використовуються об'єкти «Мамаєвої Слободи» методом відтворення живої історії, цебто максимально наближено до свого первісного функціонального призначення, а саме, для популяризації та відродження самобутніх народних традицій, звичаїв, обрядів, забутих трудових навичок та ремесел.

## Галерея

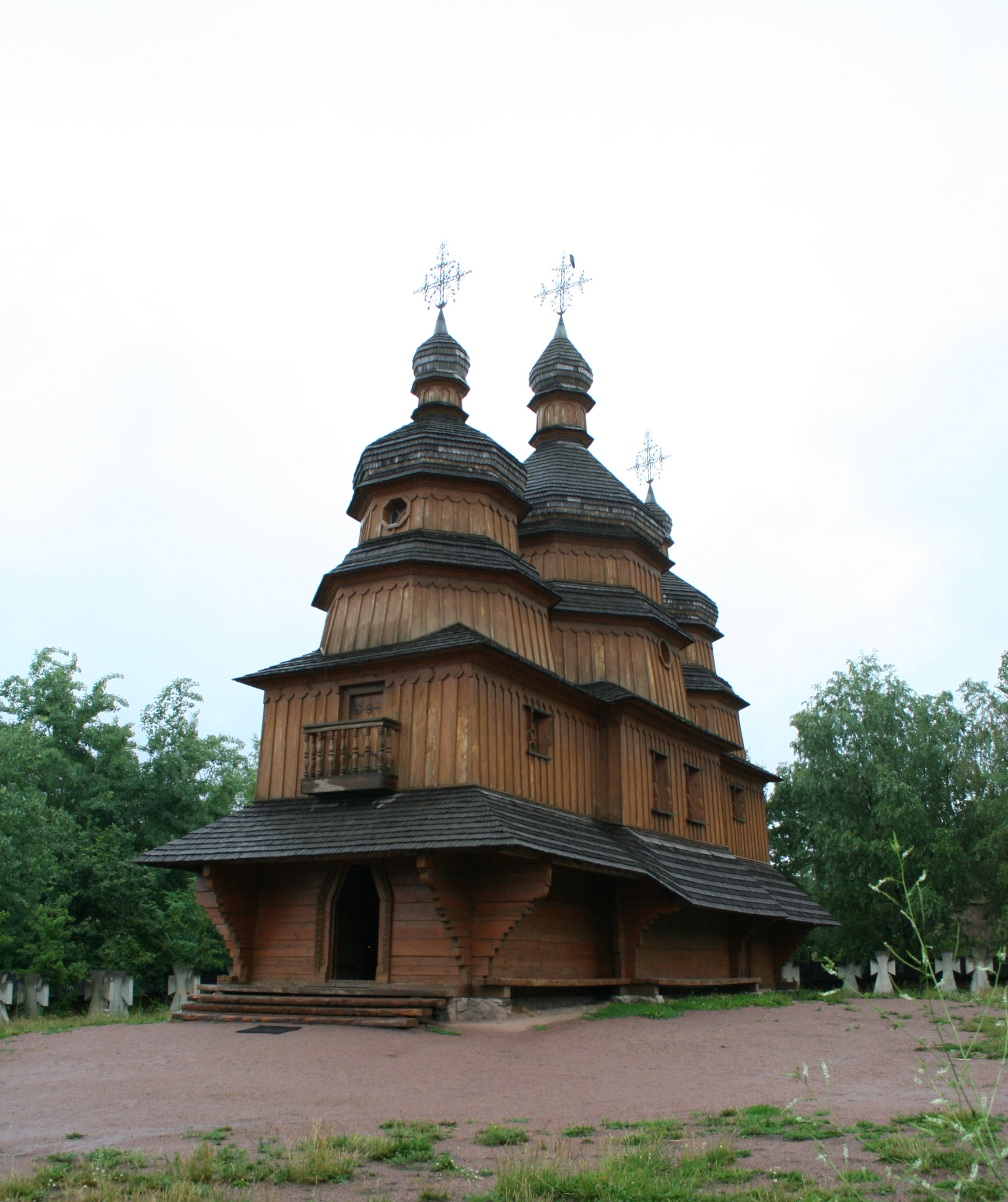
Ставропігійна козацька церква Покрова Пресвятої Богородиці
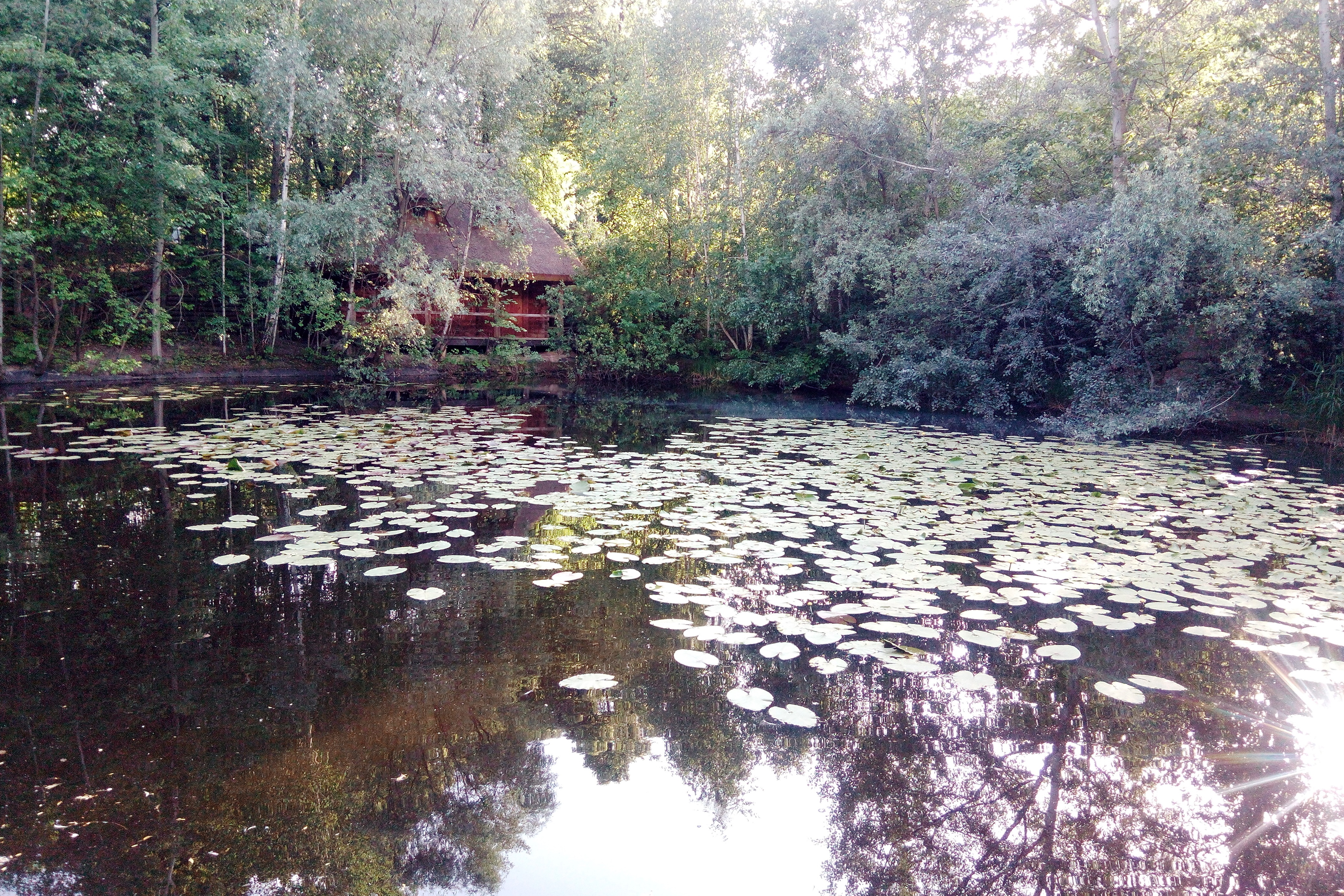
Озеро "Красавиця"
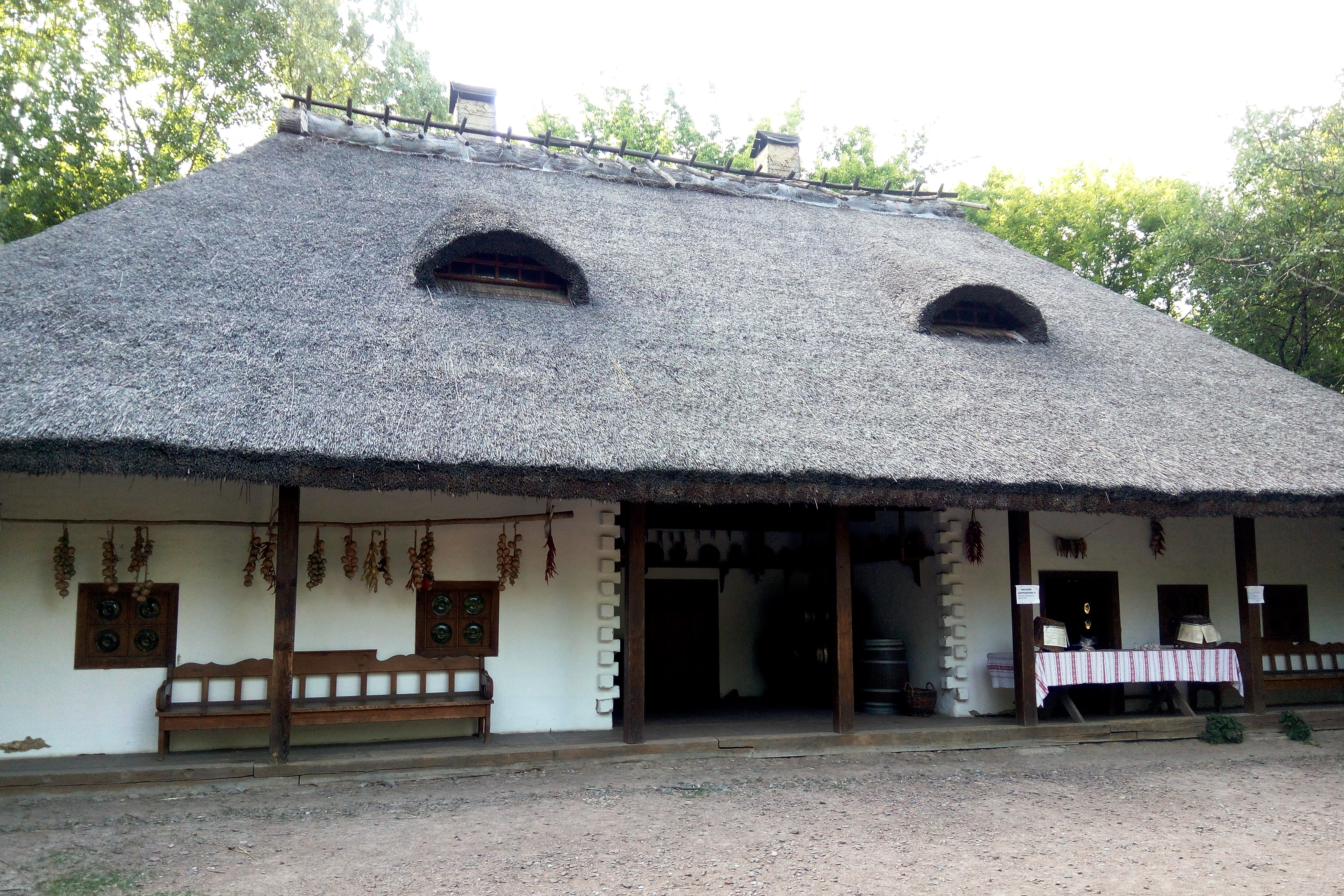
Шинок "Коса над чаркою"
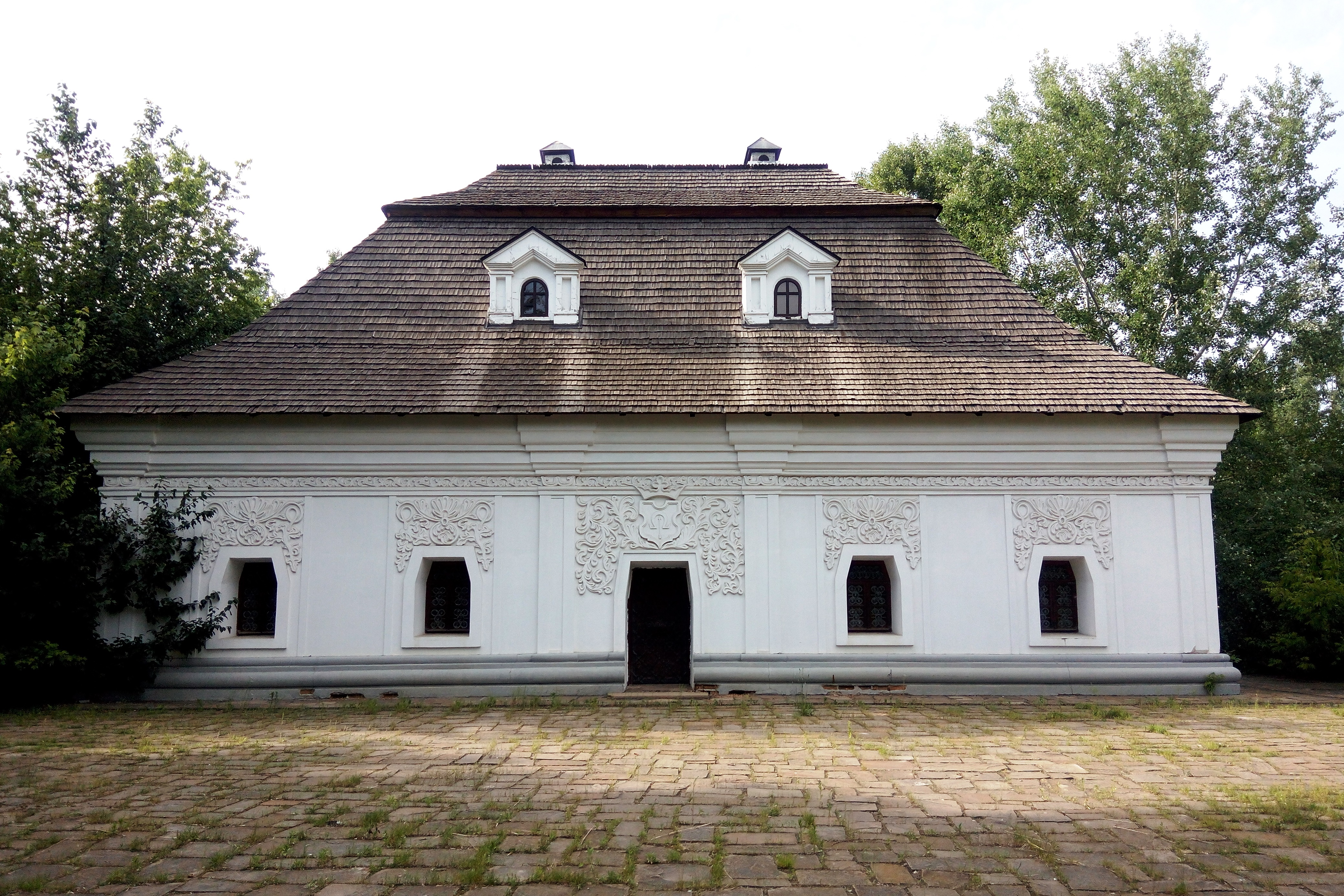
Кам’яниця козацького старшини
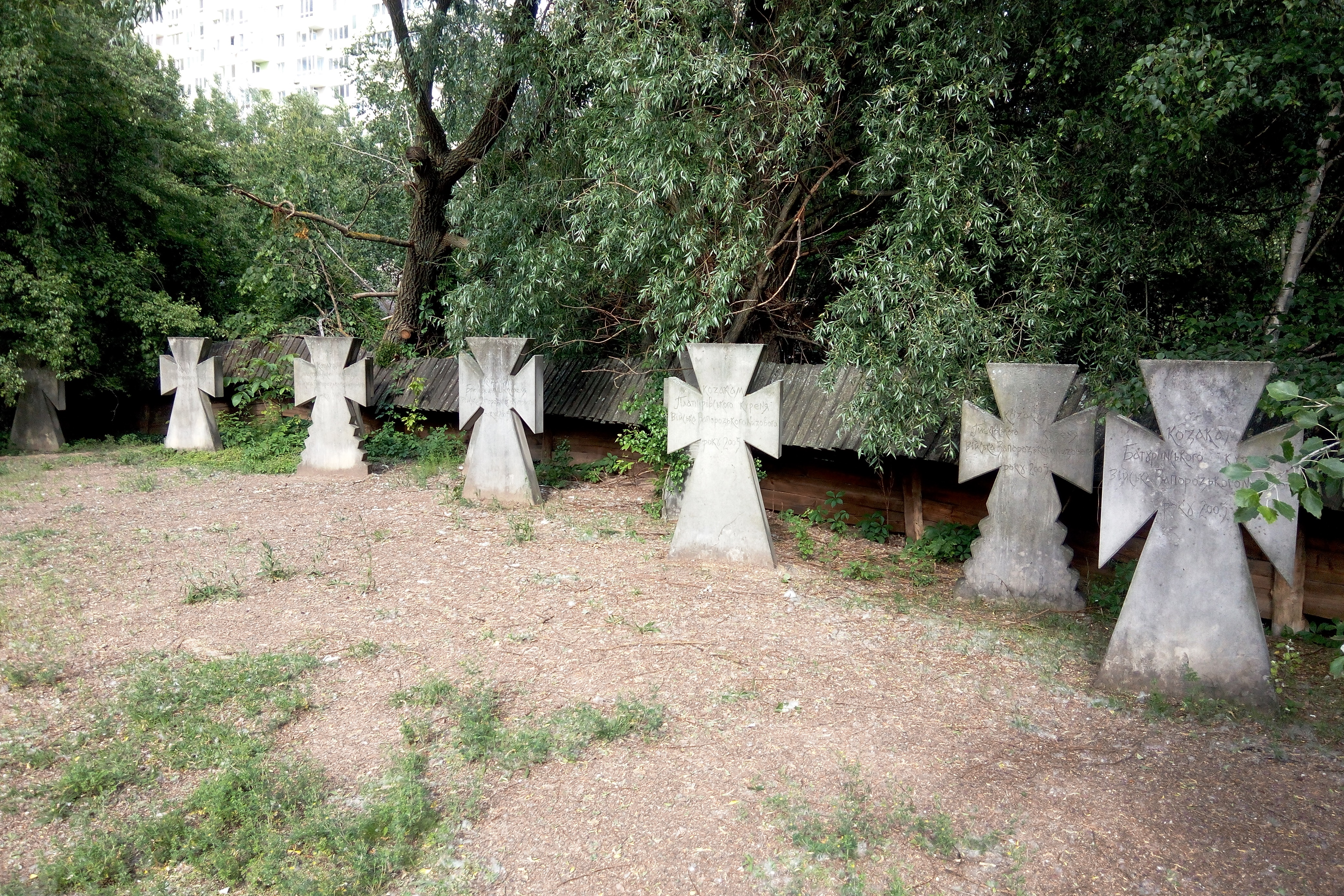
Козацькі хрести куренів Війська Запорізького Низового, 2005 р.